# Nord-Holland
Nord-Holland, Kassel-Nord-Holland – okręg administracyjny Kassel, w Niemczech, w kraju związkowym Hesja. W 2010 roku okręg zamieszkiwało 14 080 mieszkańców.